# Veneziano Vital do Rêgo
Veneziano Vital do Rêgo Segundo Neto (Campina Grande, Paraíba, 17 de julio de 1970) es un abogado y político brasileño. Desde febrero de 2021 se desempeña como vicepresidente del Senado Federal. Vital do Rêgo es miembro del Movimiento Democrático Brasileño (MDB).

## Vida personal
Veneziano Vital do Rêgo es hijo del exdiputado federal Antonio Vital do Rêgo y de Nilda Gondim. También es hermano del diputado federal Vital do Rêgo Filho.

## Carrera política
Vital do Rêgo inició su carrera política en 1996. Sirvió dos términos consecutivos como concejal en Campina Grande. En 2004, fue elegido alcalde de la ciudad por el Partido Democrático Laborista. En 2008, Vital do Rêgo fue reelegido para otro mandato.
En las elecciones generales brasileñas de 2014, Vital do Rêgo fue elegido diputado federal. Recibió la segunda mayor cantidad de votos en su estado. En 2016, Vital do Rêgo perdió en las elecciones para alcalde de Campina Grande.
En 2018, Vital do Rêgo fue elegido senador en Paraíba. En abril, se unió al Partido Socialista Brasileño (PSB).
En febrero de 2021, Vital do Rêgo fue elegido vicepresidente del Senado Federal. A él le correspondieron 40 votos y al senador Lucas Barreto (PSD) le correspondieron 33 votos.
Vital do Rêgo votó por la destitución de Dilma Roussef.
Vital do Rêgo fue candidato a gobernador de Paraíba en las elecciones de 2022 .
En diciembre de 2022, Vital do Rêgo fue elegido por unanimidad vicepresidente del Tribunal de Cuentas de la Unión y magistrado del mismo.